# جون كليفلاند
جون كليفلاند (بالإنجليزية: John Cleveland)‏ هو سياسي أمريكي، ولد في 30 يناير 1950. حزبياً، نشط في الحزب الديمقراطي. وقد انتخب عضو مجلس ولاية مين.